# Asiatiska spelen 1978
Asiatiska spelen 1978, även kända som den åttonde Asiaden, hölls i Bangkok i Thailand mellan den 9 och 20 december 1978. Totalt deltog 3 842 idrottare från 25 olika länder.
Det anordnades 201 tävlingar i 19 olika sporter. Det land som tog flest guldmedaljer var Japan (70 stycken), följt av Kina (51 stycken) och Sydkorea (18 stycken). Huvudarena för spelen var Suphachalasai Stadium.

## Förberedelser

### Val av arrangörsort
Vid Asian Games Federations möte under de olympiska sommarspelen 1972 i München valdes Singapore till värdstad för spelen 1978 efter en omröstning där Singapore fått 20 röster mot japanska Fukuokas 15 röster. Efter att ha arrangerat South-east Asian Peninsular Games 1973 drog sig staden ur på grund av finansiella problem. Pakistans huvudstad Islamabad valdes då som värdstad, men i juni 1975 drog sig även Pakistan ur på grund av ekonomiska problem samt konflikter med Bangladesh och Indien. Efter en ny jakt på arrangörsorter gick Thailand med på att återigen hålla spelen i Bangkok och staden fick cirka 2,7 miljoner dollar från 11 länder för att hjälpa till med kostnaderna.

### Öppningsceremonin
Spelen öppnades den 9 december av Thailands kung Bhumibol Adulyadej inför en publik på 50 000 åskådare på Suphachalasai Stadium. Ceremonin inleddes med 21 fallskärmshoppare som hoppade från tre helikoptrar och landade på arenan där de gav honnör åt kungen och sedan lämnade över den officiella flaggan till premiärminister Kriangsak Chomanan som var ordförande för organisationskommittén. Delegationer med idrottare och funktionärer tågade in på stadion ackompanjerade av militärmusiker, de följde det thailändska alfabetets bokstavsordning med Demokratiska Kampucheas två funktionärer först, följda av Qatar och Sydkorea, undantaget var värdnationen Thailands delegation som tågade in sist.
Spelen förklarades öppnade av kungen och 1 978 duvor släpptes. Elden tändes av tennisspelaren Panomkorn Pladchurnil och simmaren Rachaniwan Bulakul, varefter fyrverkerier sköts upp och sedan svor cyklisten Preeda Chullamondhol idrottarnas ed. Sedan följde en dansuppvisning med över 1 000 dansare och gymnastikövningar till musik utförda av 800 ungdomar.

## Sporter
Det tävlades i 201 grenar i 19 sporter. Bågskytte och bowling var nya sporter på programmet.
| Badminton Basket Bordtennis Bowling Boxning Brottning Bågskytte Cykling Fotboll Friidrott Fäktning | Gymnastik Landhockey Segling - Simsport Simhopp Simning Vattenpolo Skytte Tennis Tyngdlyftning Volleyboll |

## Medaljfördelning
Totalt delades 625 medaljer ut (201 guld, 198 silver och 226 brons). För åttonde gången i rad toppades medaljtabellen av Japan (70 guld, 177 medaljer), följt av Kina (51 guld, 151 medaljer) och Sydkorea (18 guld, 69 medaljer).
  *   Värdnation
| Pl.    | Nation       | Guld | Silver | Brons | Totalt |
| ------ | ------------ | ---- | ------ | ----- | ------ |
| 1      | Japan        | 70   | 58     | 49    | 177    |
| 2      | Kina         | 51   | 54     | 46    | 151    |
| 3      | Sydkorea     | 18   | 20     | 31    | 69     |
| 4      | Nordkorea    | 15   | 13     | 15    | 43     |
| 5      | Thailand*    | 11   | 11     | 20    | 42     |
| 6      | Indien       | 11   | 11     | 6     | 28     |
| 7      | Indonesien   | 8    | 7      | 18    | 33     |
| 8      | Pakistan     | 4    | 4      | 9     | 17     |
| 9      | Filippinerna | 4    | 4      | 6     | 14     |
| 10     | Irak         | 2    | 4      | 6     | 12     |
| 11     | Singapore    | 2    | 1      | 4     | 7      |
| 12     | Malaysia     | 2    | 1      | 3     | 6      |
| 13     | Mongoliet    | 1    | 3      | 5     | 9      |
| 14     | Libanon      | 1    | 1      | 0     | 2      |
| 15     | Syrien       | 1    | 0      | 0     | 1      |
| 16     | Burma        | 0    | 3      | 3     | 6      |
| 17     | Hongkong     | 0    | 2      | 3     | 5      |
| 18     | Sri Lanka    | 0    | 0      | 2     | 2      |
| 19     | Kuwait       | 0    | 0      | 1     | 1      |
| Totalt | Totalt       | 201  | 198    | 226   | 625    |

## Deltagande nationer
3 842 idrottare vilka representerade 25 av Asian Games Federations 32 medlemsländer deltog i spelen. Israel hade uteslutits helt från Asian Games Federation och Bangladesh, Förenade Arabemiraten, Libanon, Qatar och Saudiarabien var nya medlemsländer. Demokratiska Kampuchea och Iran deltog endast med funktionärer.
| - Bahrain - Bangladesh - Burma - Filippinerna - Förenade arabemiraten - Hongkong - Indien - Indonesien - Irak | - Japan - Kina - Kuwait - Libanon - Malaysia - Mongoliet - Nepal - Nordkorea - Pakistan | - Qatar - Saudiarabien - Singapore - Sri Lanka - Sydkorea - Syrien - Thailand |